# Forteresse de Chengshanzi

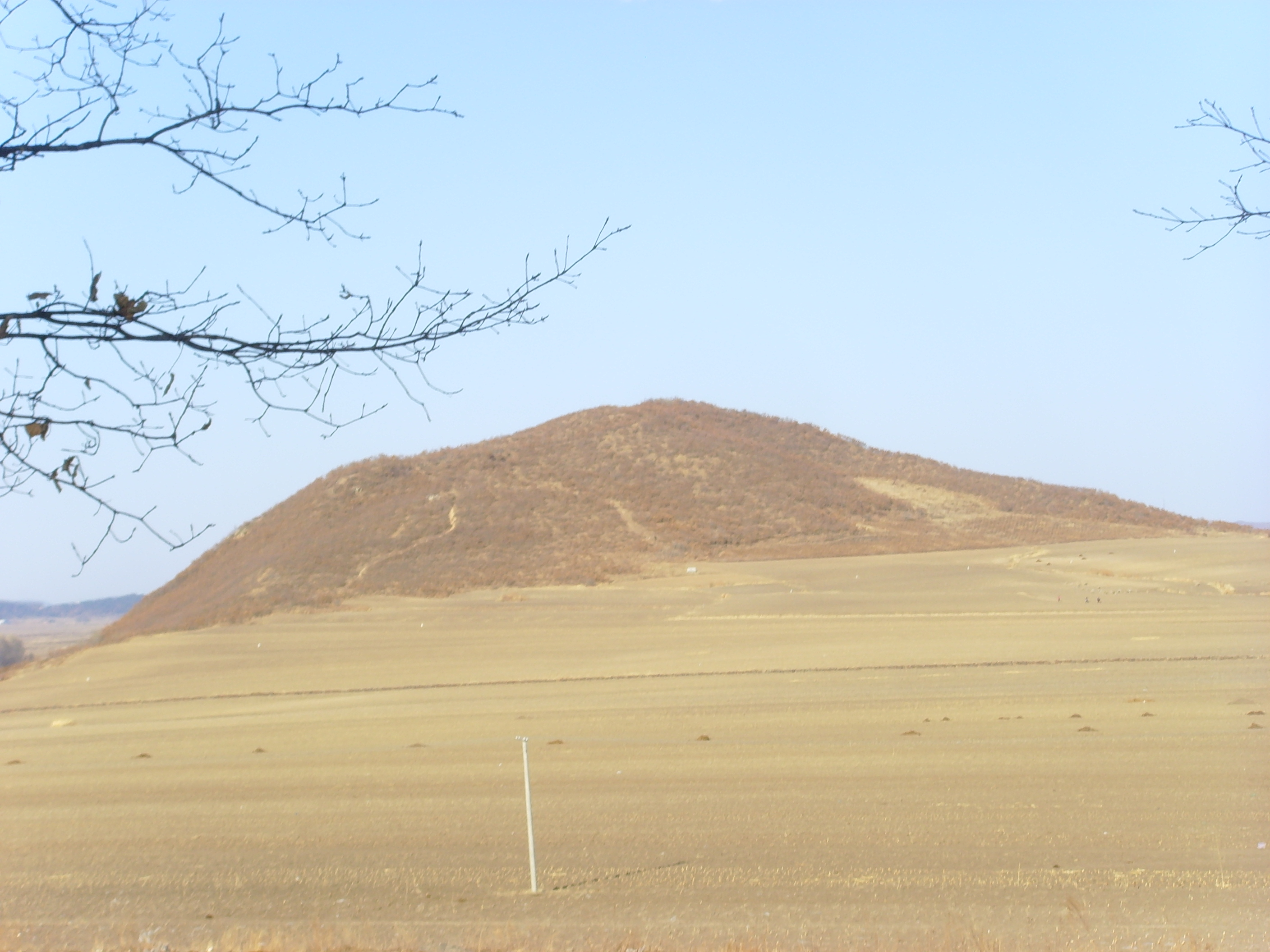
La montagne de Changshanzi

La forteresse de Changshanzi (城山子山城), appelée Seongsanja (성산자) en coréen, est un site archéologique situé sur une petite montagne à 12 km au sud-ouest de Dunhua dans la province du Jilin en Chine. Il est classé dans la liste des monuments historiques de Chine (6-55) depuis 2006.

## Description
Appelée forteresse de montagne (山城), il s'agit en fait d'une véritable petite ville déjà bien établie à l'époque du royaume de Koguryo (-37 à 668) et qui a continué de jouer un rôle important au temps de Balhae (698 à 926)[réf. nécessaire].  Elle se trouve sur une colline culminant à près de 600 m de hauteur et dominant d'une soixantaine de mètres le Dashi He, peu avant son confluent avec la Mudan. Un mur entoure la colline sur une longueur de 2 km à l'exception du côté nord car il est protégé par la rivière; il atteint encore une hauteur de 1,5 à 2,5 m sur une largeur de 5 à 7 m. Il y a deux portes, une à l'ouest et l'autre à l'est. La ville est divisée en deux parties, la ville extérieure (400 m d'est en ouest et 200 m du nord au sud) et la ville intérieure, en hauteur. Plus de 50 maisons semi-enterrées ont été identifiées. Elles sont rectangulaires (entre 6 x 4 et 8 x 6 m) avec des murs en argile et ont une seule porte, généralement orientée vers l'est, parfois vers le nord. Parmi les artefacts retrouvés, il y a des pointes de lance et de flèche ainsi que des épées en fer.  